# Kerttu-Kaarina Suosalmi
Kerttu-Kaarina Suosalmi, född 9 september 1921 i Lahtis, död 14 februari 2001 i Hollola, var en finländsk författare.
Suosalmi debuterade 1952 med en diktsamling och har därefter publicerat romaner, noveller, barn- och ungdomsböcker, skådespel med mera. I sin prosa skildrar hon mestadels skenbart idylliska medelklassmiljöer. Hennes genombrottsroman Hyvin toimeentulevat ihmiset (1969) har karakteriserats som en analys av den andliga atmosfären inom den bildade klassen i Finland på 1960-talet. Av hennes senare arbeten kan nämnas Onnen metsämies (1982), en roman som kretsar kring temat skuld-oskuld. Hennes sista stora roman blev Ihana on Altyn-köl (1988).
Hon erhöll Pro Finlandia-medaljen 1976 och Aleksis Kivipriset 1993.